# 明鳍袋巨口鱼
明鳍袋巨口鱼（学名：Photonectes albipennis）为黑巨口鱼科袋巨口鱼属的鱼类，俗名白鳍袋巨口鱼、明鳍光巨口鱼、明鳍布袋狗母。分布于太平洋及大西洋西部和中部、台湾岛以及南海、东海等海域。该物种的模式产地在日本因岛。

## 扩展阅读
維基物種上的相關：明鳍袋巨口鱼